# Pesa Bydgostia
Pesa Bydgostia (typ 16WEk oznaczony serią ED74, typ członów 310Bak, 411Bak, 411Bbk i 310Bbk) – czteroczłonowy normalnotorowy elektryczny zespół trakcyjny produkcji polskiej wyprodukowany w Pesie Bydgoszcz na zamówienie PKP Przewozy Regionalne w liczbie 14 sztuk. W grudniu 2008 przekazane PKP Intercity. Zespół jest wersją rozwojową pociągu Pesa Acatus.

## Historia
Po II wojnie światowej elektryczne zespoły trakcyjne produkowane były aż do 1997 roku tylko przez Pafawag z Wrocławia. Była ona producentem m.in. najpopularniejszego w Polsce EZT serii EN57. Pafawag po prywatyzacji w latach 90. XX wieku zaprzestał produkcji tego typu pojazdów szynowych, a ostatnim wyprodukowanym zespołem był ED73 w 1997. Przez kilka lat w Polsce nie produkowano żadnych EZT.
W tym czasie PKP, a później samorządy, kupowały głównie wagony spalinowe i spalinowe zespoły trakcyjne, gdyż w obsłudze linii niezelektryfikowanych dominowały paliwożerne lokomotywy spalinowe. Pozwoliło to polskim producentom oraz przewoźnikom na zebranie doświadczenia w produkcji i eksploatacji lekkiego taboru kolejowego. Dodatkowo modernizowano posiadane przez polskich przewoźników zespoły trakcyjne serii EN57.
Elektryczne zespoły trakcyjne nowych producentów zaczęły pojawiać się na polskich torach w 2004 roku. Od tego czasu przetargi na dostawę EZT wygrywali trzej producenci: Pesa Bydgoszcz (dawne ZNTK Bydgoszcz), Newag (dawne ZNTK Nowy Sącz) oraz Stadler. Pesa po głębokiej restrukturyzacji w 1998 roku początkowo (od 2001 roku) zajęła się produkcją szynobusów, jednakże w 2004 roku podjęła się zbudowania pierwszych EZT dla Warszawskiej Kolei Dojazdowej – 13WE (EN95). Pomimo planów zakupu 10 sztuk, produkcja została zakończona po jednym egzemplarzu. W 2005 powstał w Pesie projekt wyprodukowania pierwszych EZT przystosowanych do napięcia 3000 V DC w wersji 3 i 4-członowej. Pierwszym prototypem był 4-członowy Acatus, testowany najpierw jako 4-członowy (ED74-01, typ 16WE), a później jako 3-członowy (ED59-01, typ 15WE), dzięki czemu znacząco udało się ograniczyć liczbę potrzebnych testów przy produkcji, zamówionych nieco później, 4-członowych Bydgostii.

## Konstrukcja

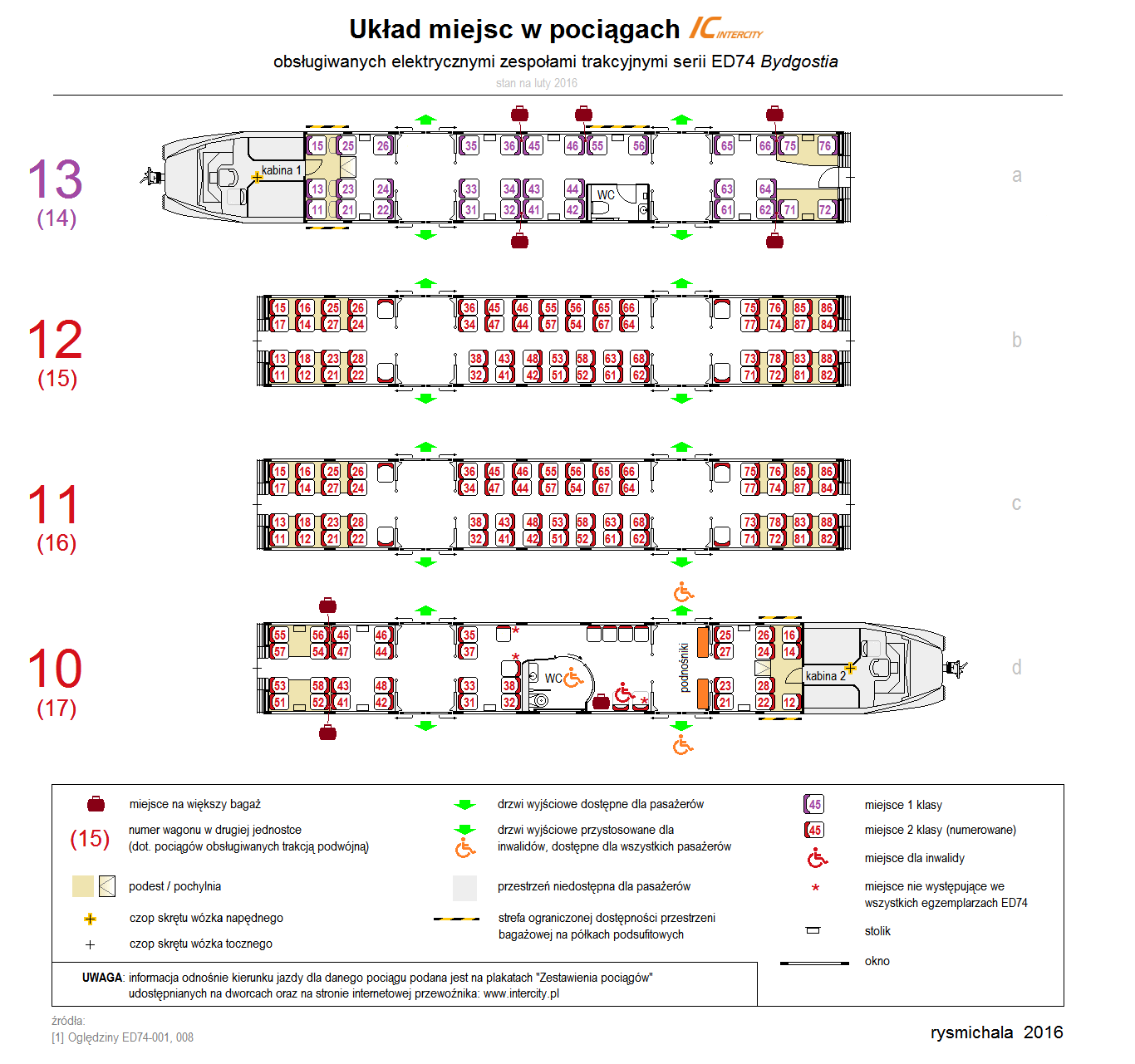
Układ miejsc w 2016 roku

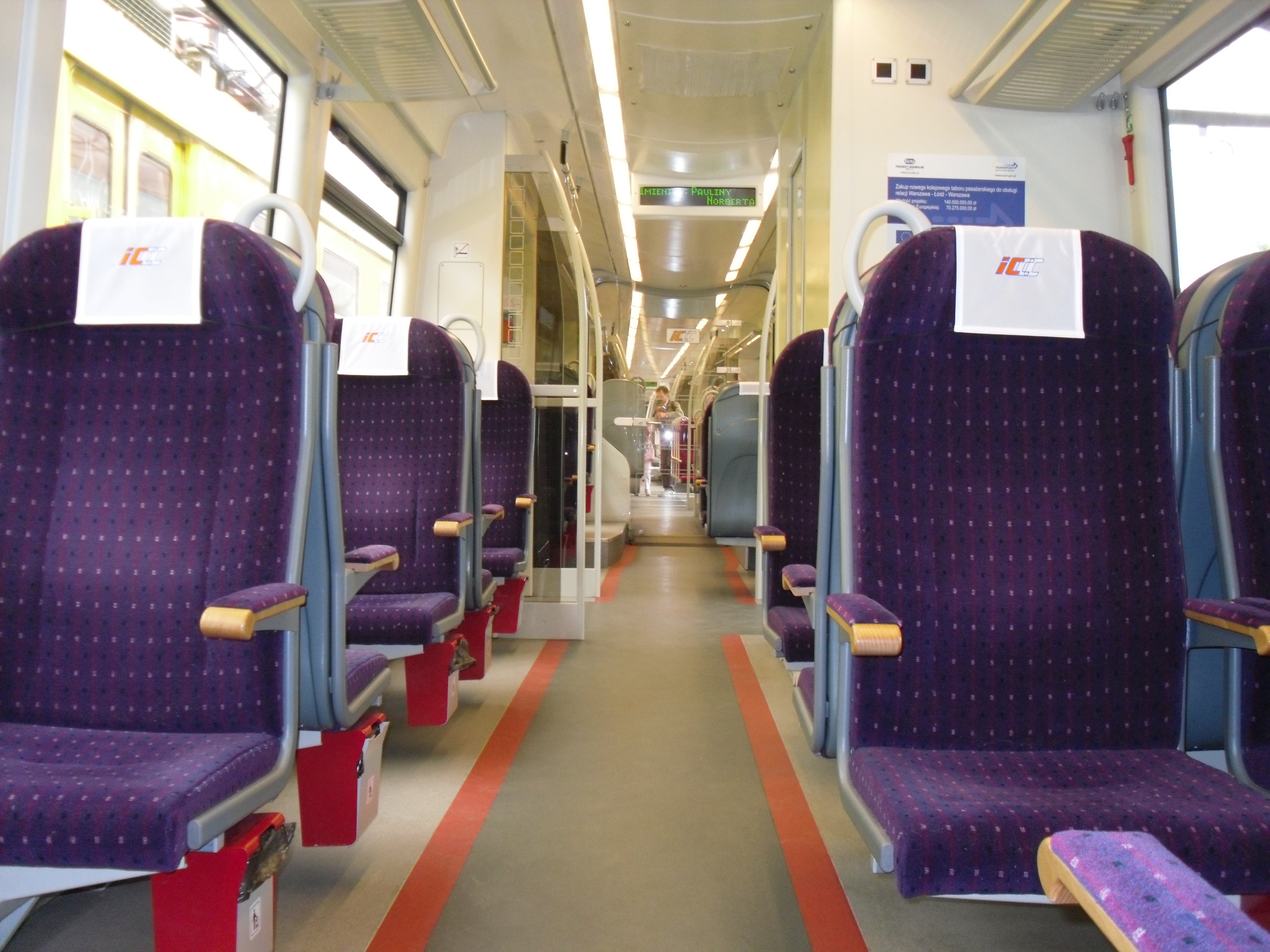
Wnętrze pierwszej klasy w 2009 roku

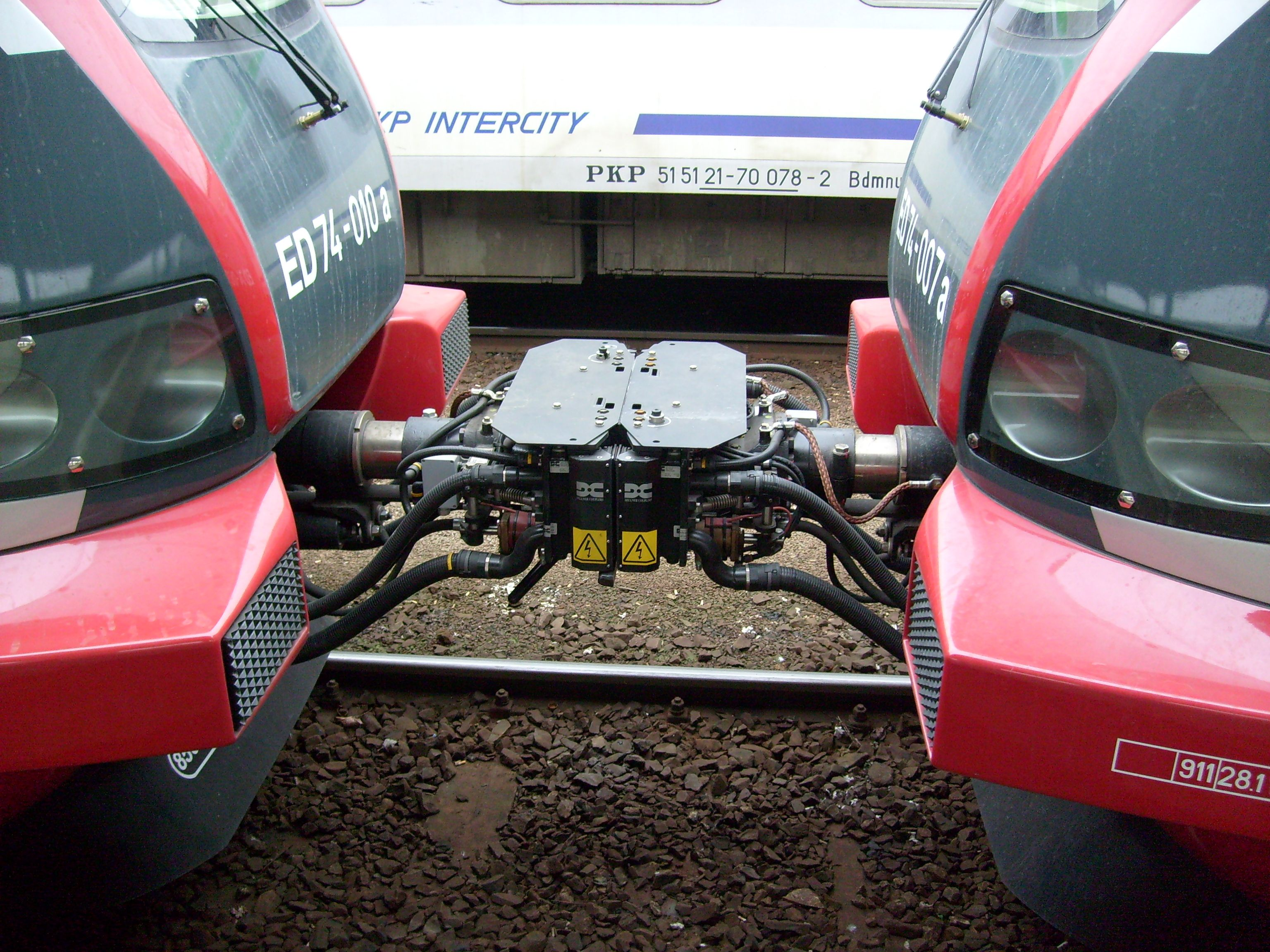
Sprzęg

Bydgostia to czteroczłonowy, jednoprzestrzenny skład przeznaczony do obsługi przewozów pasażerskich międzyregionalnych. Wszystkie człony posiadają po dwie pary drzwi na stronę członu. Drzwi dostosowane są do obsługi peronów od 300 do 1000 mm, przy czym w przypadku niższych peronów wysuwają się stopnie ułatwiające wsiadanie. Pierwszy i ostatni wózek to wózki napędowe 22MNK o rozstawie osi 2500 mm, a wózki pomiędzy członami (w systemie Jakobsa) to wózki toczne 37ANK o rozstawie osi 2500 mm. Średnica kół wynosi 850 mm. Ze względu na sposób połączenia członów ze sobą, nie jest możliwe skracanie i wydłużanie pojazdu w warunkach eksploatacyjnych, jednakże istnieją możliwość łączenia maksymalnie 3 pojazdów w trakcję wielokrotną, choć ze względu na znaczny pobór prądu eksploatuje je się w zestawieniu z maksymalnie dwóch pojazdów.
Stosowany jest mieszany układ foteli: rzędami i grupami. W ED74-01 zamontowano 179 stałych i 8 rozkładanych miejsc siedzących w klasie II i 21 w klasie I.
Po jego wyprodukowaniu podjęto decyzję o wprowadzeniu pewnych zmian: zmieniono układ wnętrza wagonu a poprzez likwidację wieszaków na rowery oraz wyposażenie w same miejsca pierwszej klasy, tym samym w pozostałych pojazdach zamontowano 161 stałych i 8 rozkładanych miejsc siedzących w klasie II i 33 w klasie I. W 2014 roku podczas naprawy poziomu P4 zdecydowano się ujednolić układ siedzeń w pierwszym egzemplarzu z pozostałymi.
W obu skrajnych wagonach znajdują się toalety w systemie zamkniętym oraz dodatkowo w wagonie d przestrzeń dla podróżnych z ograniczoną możliwością poruszania się lub dużym bagażem, w pobliżu której, przy drzwiach są windy dla niepełnosprawnych. Wszystkie człony wyposażone są w klimatyzację, wyświetlacze, system nagłośnienia oraz monitoring.
Pojazdy wyposażone są w standardowe urządzenia automatyki bezpieczeństwa ruchu: czuwak aktywny, samoczynne hamowanie pociągu oraz Radio-Stop.

### Modernizacje
Podczas pierwszego przeglądu rocznego w 2008 zmieniono ułożenie siedzeń: w środkowych częściach wagonów pomiędzy przedsionkami zlikwidowano jeden rząd siedzeń, dla zachowania niezmienionej liczby miejsc w skrajnych częściach wagonów zastąpiono ułożenie grupowe rzędowym, dzięki czemu uzyskano miejsce na dodatkowe siedzenia w sąsiedztwie drzwi wejściowych. Dodatkowo w wagonach d dobudowano dwa rozkładane siedzenia w sąsiedztwie WC oraz zmieniono kolorystykę siedzeń w pierwszej klasie tak aby łatwiej je było odróżnić od siedzeń w drugiej klasie.
W 2009 roku w składach zamontowano dodatkowe siedzenie dla pomocnika maszynisty, dzięki któremu składy mogą przekraczać prędkość 130 km/h.
Na początku 2014 roku pierwsze składy zaczęły przechodzić czynności utrzymania poziomu 4, podczas których otrzymywały barwy PKP IC.
W czerwcu 2019 w zakładach ZNTK Mińsk Mazowiecki rozpoczęły się kolejne modernizacje jednostek ED74, w ramach których m.in. zlikwidowano połowę drzwi wejściowych, zmniejszono powierzchnię okien, zmieniono aranżację wnętrza oraz wymieniono falowniki i przetwornice.

## Eksploatacja

### PKP Przewozy Regionalne

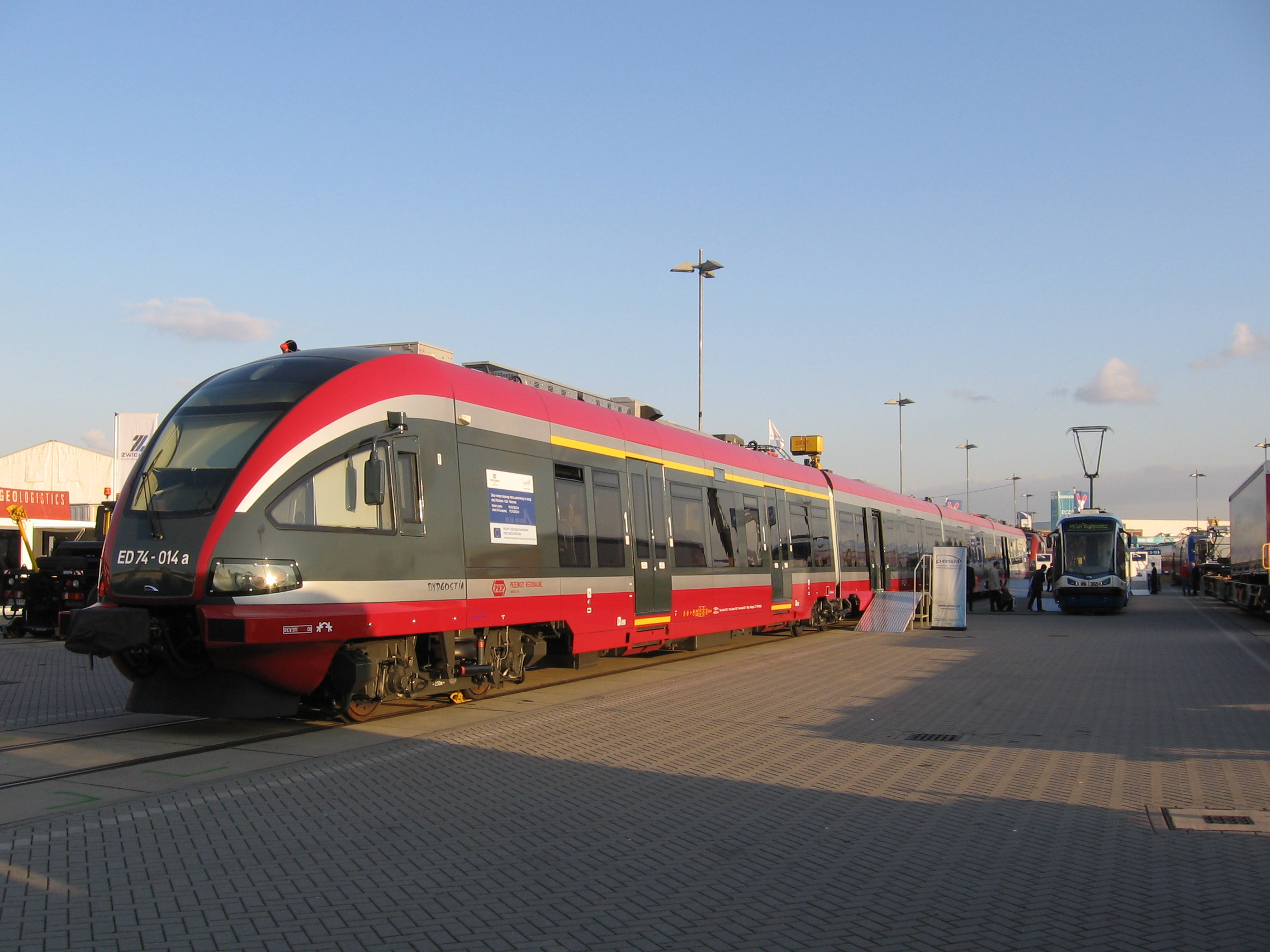
ED74 w malowaniu Przewozów Regionalnych na targach InnoTrans 2008

16 grudnia 2005 podpisano umowę z PKP Przewozami Regionalnymi na dostawę 11 takich zespołów do obsługi trasy Warszawa – Łódź. Zakup pociągów został sfinansowany z Europejskiego Funduszu Rozwoju Regionalnego, w ramach Sektorowego Programu Operacyjnego Transport Unii Europejskiej oraz wkładu własnego zapewnionego przez budżet państwa.
Na początku czerwca 2007 roku pierwszy skład został ukończony i skierowany do prób związanych z dopuszczeniem do eksploatacji.
23 sierpnia 2007 odbyła się oficjalna prezentacja ED74 na dworcu Centralnym w Warszawie, po której skład wyruszył do Łodzi, następnego dnia dwa połączone ED74 obsłużyły pierwszy pociąg rozkładowy. 31 października podpisano aneks do umowy, zwiększający zamówienia do 14 sztuk. 11 początkowo zamówionych składów zostało dostarczonych do końca 2007, a w lecie 2008 dostarczono kolejne 3 wykonane na dodatkowe zamówienie.
10 października ED74-005 był prezentowane na targach Trako w Gdańsku Oliwie, a od 23 do 26 września 2008 ED74-014 na targach InnoTrans w Berlinie.
W grudniu 2008 zostały przekazane PKP Intercity do obsługi pociągów Twoich Linii Kolejowych, które zastąpiły zlikwidowane pociągi pospieszne obsługiwane przez PKP Przewozy Regionalne.

### PKP Intercity

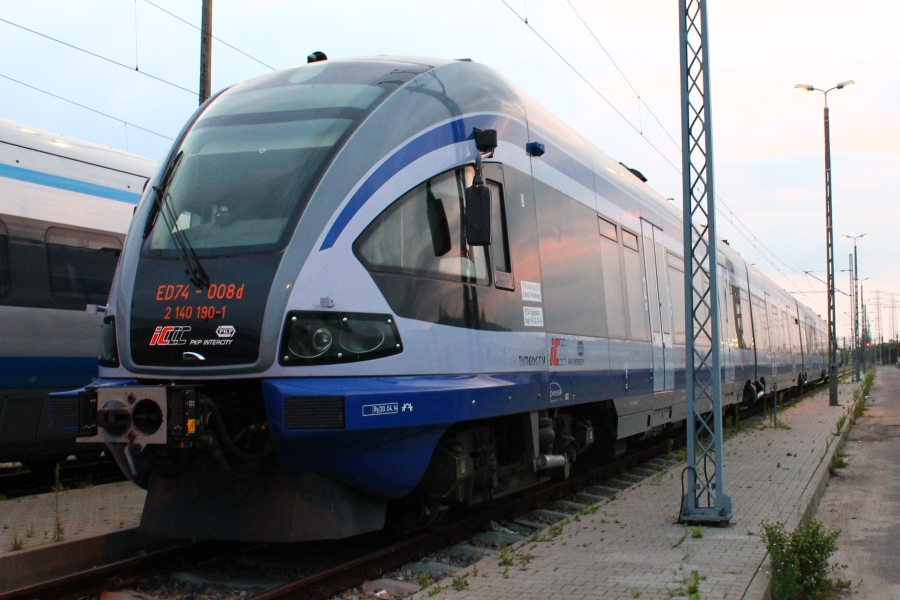
ED74 w malowaniu PKP IC

Początkowo składy obsługiwały relację Warszawa – Łódź, na potrzeby której zostały zakupione.
29 grudnia 2009 podczas ruszania dwóch sprzęgniętych składów doszło do rozłączenia na sprzęgu samoczynnym. W związku z tym zdarzeniem 5 stycznia 2010 Urząd Transportu Kolejowego do czasu złożenia wyjaśnień i usunięcia awarii zakazał sprzęgania składów. UTK orzekł, że rozłączenie było incydentalne, a system hamowania awaryjnego włącza się samoczynnie i 9 stycznia składy ponownie rozpoczęły jeżdżenie w parach, ale przy obecności maszynisty również w drugim pojeździe. W czasie wakacji w 2010 część składów została skierowana do obsługi relacji Łódź – Terespol. Od 13 grudnia 2010 składy zostały skierowane również do obsługi relacji Kraków – Białystok, Białystok – Katowice, Warszawa Wschodnia – Poznań, Kraków – Warszawa Wschodnia oraz Katowice – Warszawa Wschodnia. W późniejszym okresie składy obsługiwały również relacje Kraków – Zakopane, Kraków – Wrocław, Warszawa Zachodnia – Biała Podlaska oraz Warszawa Zachodnia – Terespol.
W 2011 w leasing zwrotny zostały przekazane 4 ze składów, a rok później kolejne 4.
W lutym 2015 jedynie 5 z 14 jednostek było sprawnych, wszystkie pozostałe oczekiwały na naprawy okresowe lub bieżące. We wrześniu sprawnych było już 7 jednostek, jednakże przewoźnik zwlekał z wykonaniem napraw pozostałych ze względu na trudność w znalezieniu zastosowania dla taboru tego rodzaju. W listopadzie czynnych było nadal 7 jednostek i kursowały one na trasach łączących Warszawę z Krakowem, Piłą i Terespolem. Pozostałe 7 składów zostało wyłączonych z eksploatacji na przełomie 2013/2014 roku. W 2016 roku prokuratura wszczęła śledztwo w sprawie niedopełnienia obowiązków poprzez zaniechanie obowiązkowych przeglądów taboru kolejowego.
W 2014 różni operatorzy starali się pozyskać od PKP Intercity niewykorzystywane składy serii ED74, ale wówczas nie doszło do zmiany ich właściciela. W kwietniu 2016, po zakupieniu innych EZT, przewoźnik zapowiedział sprzedaż pojazdów ze względu na ich niewystarczające dostosowanie do ruchu dalekobieżnego. Planowano, że najpierw sprzedanych zostanie 7 składów, pod koniec 2016 kolejne 3, a ostatnie 4 w II kwartale 2017. Wówczas w eksploatacji pozostawało 5 pojazdów tej serii, które obsługiwały połączenia z Krakowa Płaszowa do Łodzi Kaliskiej, Terespola i Białegostoku. Pod koniec sierpnia w ogłoszonym przez PKP Intercity dialogu technicznym brały udział Koleje Małopolskie, Przewozy Regionalne i Koleje Śląskie. KMŁ były zainteresowane zakupem wszystkich 14 składów ED74 i rozpoczęły negocjacje z PKP IC, PR złożyły ofertę na dzierżawę wszystkich pojazdów z możliwością ich późniejszego wykupu, zaś KŚ nie złożyły żadnej oferty.
17 października 2016 spółka PKP Intercity ogłosiła zamiar zbycia 14 EZT serii ED74. Wówczas wszystkie pojazdy znajdowały się w Krakowie Bieżanowie i połowa z nich była czynna, zaś pozostałych 7 jednostek oczekiwało naprawy P4. W rozkładzie jazdy 2016/2017 składy zostały skierowane jedynie do obsługi połączenia Wit Stwosz relacji Kraków Główny – Terespol.
Na początku grudnia 2016 przewoźnik analizował złożone oferty i założył, że sprzedaż pojazdów zostanie sfinalizowana do połowy 2017. Ostatecznie pod koniec kwietnia 2017 PKP Intercity unieważniło postępowanie na sprzedaż składów i zdecydowało, że jednostki zostaną przywrócone do ruchu. W październiku przewoźnik poinformował, że wszystkie zespoły serii ED74 przejdą naprawę poziomu P5 wraz z modernizacją, po której będą stacjonować we Wrocławiu i zostaną skierowane do obsługi pociągów kategorii InterCity z Wrocławia do Lublina i Kielc oraz z Krakowa do Lublina. Zainteresowanie wykonaniem tych napraw wyraziła Pesa i Fabryka Pojazdów Szynowych. W styczniu 2019 otwarto oferty w przetargu na modernizację jednostek, jedyną ofertę złożył producent (Pesa), jednak zaoferowana cena okazała się wyższa od kosztu zakupu nowych składów. 27 czerwca 2019 roku podpisano umowę na modernizację 14 zespołów serii ED74, która miała trwać do 48 miesięcy. Jeszcze zanim doszło do podpisania umowy rozpoczął się transport jednostek z Krakowa Prokocimia, gdzie stały odstawione, do zakładów w Mińsku Mazowieckim.
10 grudnia 2017, wraz z wprowadzenie nowego rozkładu jazdy, jednostki skierowano wyłącznie do obsługi połączenia TLK Kinga relacji Kraków – Warszawa przez Kielce i Radom. W czerwcu połączenie TLK Kinga została zlikwidowane, a jednostki skierowano do obsługi TLK Cyryl Kraków – Poznań, gdzie kursowały do końca wakacji 2018. Po wakacjach jednostki ponownie zaczęły obsługiwać przywrócone połączenie TLK Kinga. Na przełomie lipca i sierpnia 2019 jedna jednostka została skierowana do obsługi IC Galicja relacji Przemyśl – Kraków.
Pierwsza zmodernizowana jednostka gotowa była w marcu 2021, a 12 grudnia 2021 pierwsze 2 zmodernizowane jednostki obsłużyły swój pierwszy kurs relacji Wrocław – Przemyśl. Do końca 2022 roku odebrano 12 zmodernizowanych jednostek. Wiosną 2023 roku zakończono modernizację ostatnich dwóch jednostek, z czego ostatnia jednostka ED74-014 opuściła zakład w Mińsku Mazowieckim 31 maja.

### Odbiór
ED74 spotkały się z wieloma słowami krytyki związanymi ze zbyt małą liczbą toalet, brakiem przedziałów czy niewygodnymi, zbyt ciasno ułożonymi siedzeniami. Należy mieć jednak na uwadze, że składy były projektowane z myślą o krótkich połączeniach do 90 minut jazdy, stąd charakterystyczne, krytykowane ze względu na swój kształt fotele. Zostały tymczasem skierowane do obsługi połączenia Warszawy z Łodzią, gdzie ze względu na remonty przejazd trwał do 2015 roku około 2 godzin, a później zostały skierowane do jeszcze dłuższych relacji. Dodatkowo, zwłaszcza w początkowym okresie, szwankowała elektronika, ogrzewanie i wysuwane stopnie.

## Nagrody i wyróżnienia
- 2007 – medal prezesa Stowarzyszenia Elektryków Polskich na targach Trako w Gdańsku Oliwie[61].